# Trampas
Trampas es el segundo álbum de estudio de la cantante malagueña Vanesa Martín y el primero con la discográfica Warner Music. Bob Benozzo lo produjo y la grabación se llevó a cabo en Milán. Se lanzó en 2009. La letra y música está compuesta por Vanesa Martín.
Gracias a este álbum Martín entró por primera vez en la Lista de Ventas de discos más vendidos del país de Promusicae. Cadena Dial le otorgó en 2009 el Premio Dial a la mejor artista nacional del año.
Fue reeditado en 2010 por Canal Sur TV, e incluyó la grabación en formato DVD del concierto del 21 de marzo de 2010 en el Teatro Cervantes de Málaga.Para esta actuación Martín contó con la presencia en el escenario de David DeMaría, Chenoa, Pastora Soler, Diana Navarro y Manuel Lombo. Asimismo se añadió al repertorio la canción "Perdiendo el equilibrio". 

## Listado de canciones
Todas las canciones escritas y compuestas por Vanesa Martín. 
| N.º | Título                                                | Duración |  |
| 1.  | «Trampas»                                             |          |  |
| 2.  | «Caprichoso»                                          |          |  |
| 3.  | «Si me olvidas»                                       |          |  |
| 4.  | «Atravesándote»                                       |          |  |
| 5.  | «Cada uno por su lado»                                |          |  |
| 6.  | «Déjame a mí»                                         |          |  |
| 7.  | «La vida»                                             |          |  |
| 8.  | «Hago música»                                         |          |  |
| 9.  | «Puedo llamarte»                                      |          |  |
| 10. | «Donde»                                               |          |  |
| 11. | «A la deriva»                                         |          |  |
| 12. | «No matemos el tiempo»                                |          |  |
| 13. | «Perdiendo el equilibrio» (Solo en reedición de 2010) |          |  |

## Sencillos
1. "Caprichoso" (2009)
2. "Trampas" (2010)
3. "Déjame a mí" (2010)